# Lied 1 – Stück vom Himmel
Lied 1 – Stück vom Himmel ist ein Lied des deutschen Pop-Rock-Musikers Herbert Grönemeyer aus dem Jahr 2007.

## Entstehung und Veröffentlichung
Das Lied wurde vom Interpreten selbst getextet, komponiert und produziert. Bei der Produktion erhielt Grönemeyer Unterstützung durch Alex Silva.
Die Erstveröffentlichung von Lied 1 – Stück vom Himmel erfolgte als Single bei Grönland Records am 2. Februar 2007 (Katalognummer: Electrola 3873382). Diese erschien als CD-Maxi-Single mit einem Remix und dem Titel 	Zur Nacht als B-Seiten. Am 2. März 2007 erschien es als Teil von Grönemeyers zwölften Studioalbum 12 (Katalognummer: 0946 3 87339 2 8), dessen erste Singleauskopplung es ist.

## Inhalt
Im Lied geht es um die verschiedenen Facetten des Menschseins, der Religiosität und der Suche nach Sinn und Erfüllung im Leben, so beginnt der Text mit der Frage, warum wir in Gottes Namen handeln, wenn wir doch auch unseren eigenen Namen haben. Im Text werden Fragen gestellt, weshalb Menschen oft im Namen ihrer jeweiligen Religionen und Glaubenssysteme handeln, ohne nach ihrem moralischen Ethos zu handeln.

## Musikvideo
Im Februar 2009 veröffentlichte Grönemeyer das dazugehörige Musikvideo auf der Videoplattform YouTube und konnte dort bis Juli 2024 über 269 Tausend Aufrufe erzielen.

## Rezeption

### Chartplatzierungen
| ChartsChartplatzierungen | Höchstplatzierung | Wochen |
| ------------------------ | ----------------- | ------ |
| Deutschland (GfK)        | 1 (13 Wo.)        | 13     |
| Österreich (Ö3)          | 5 (18 Wo.)        | 18     |
| Schweiz (IFPI)           | 3 (22 Wo.)        | 22     |

| ChartsJahrescharts (2007) | Platzierung |
| ------------------------- | ----------- |
| Deutschland (GfK)         | 49          |
| Österreich (Ö3)           | 61          |
| Schweiz (IFPI)            | 47          |

### Auszeichnungen für Musikverkäufe
| Land/Region        | Auszeichnungen für Musikverkäufe (Land/Region, Auszeichnung, Verkäufe) | Verkäufe |
| ------------------ | ---------------------------------------------------------------------- | -------- |
| Deutschland (BVMI) | Gold                                                                   | 150.000  |
| Insgesamt          | 1× Gold ·                                                              | 150.000  |